# ユタ交響楽団
ユタ交響楽団（Utah Symphony）は、アメリカ・ユタ州ソルトレイクシティにあるオーケストラである。

## 概要
1940年にモルモン教の支援を得て設立。2002年にユタ・オペラと運営法人を統合した。
1947年から32年間にわたり音楽監督を務めたアブラヴァネルの功績は計り知れず、ヴァレーズ、ミヨー、オネゲル等の世界初録音を行い、マーラーの交響曲全集を作った。またロマン派、近現代曲をはじめとする豊富なレパートリーを楽団に根付かせ、国内外への楽旅を活発に行った。
1979年にはフランチャイズとなるホールが落成し、アブラヴァネル・ホールと名付けられた。2002年ソルトレークシティオリンピックの開会式で演奏を行った。

## 歴代音楽監督
- ハンス・ヘンリオット (1940 - 1945)
- ウェルナー・ジャンセン (1946 - 1947)
- モーリス・アブラヴァネル (1947 - 1979)
- ヴァルジャン・コージアン (1979 - 1983)
- ジョゼフ・シルヴァースタイン (1983 - 1998)
- キース・ロックハート (1998 - 2009)
- ティエリー・フィッシャー (2009 - 2023)[1][3]
- マルクス・ポシュナー (2027 - ) 次期音楽監督[4]